# Sibbeh, Syria
Sibbeh (tiếng Ả Rập: سبة, cũng đánh vần là Sebbeh) là một thị trấn nhỏ ở phía tây bắc Syria, nằm cách 17 kilômét (11 mi)   phía đông bắc Safita thuộc tỉnh Tartus. Nó nằm trên đỉnh hai ngọn đồi và thung lũng giữa chúng, trong dãy núi ven biển Syria. Các địa phương lân cận Mashta al-Helu và al-Kafrun ở phía nam, Duraykish ở phía tây, Wadi al-Oyun ở phía tây bắc và Ayn al-Shams ở phía đông bắc.
Theo Cục Thống kê Trung ương Syria (CBS), Sibbeh có dân số 3.061 trong cuộc điều tra dân số năm 2004. Đây là trung tâm hành chính của tiểu khu Sibbeh (nahiyah) bao gồm sáu địa phương với dân số tập thể là 7.614.